# William Aiken

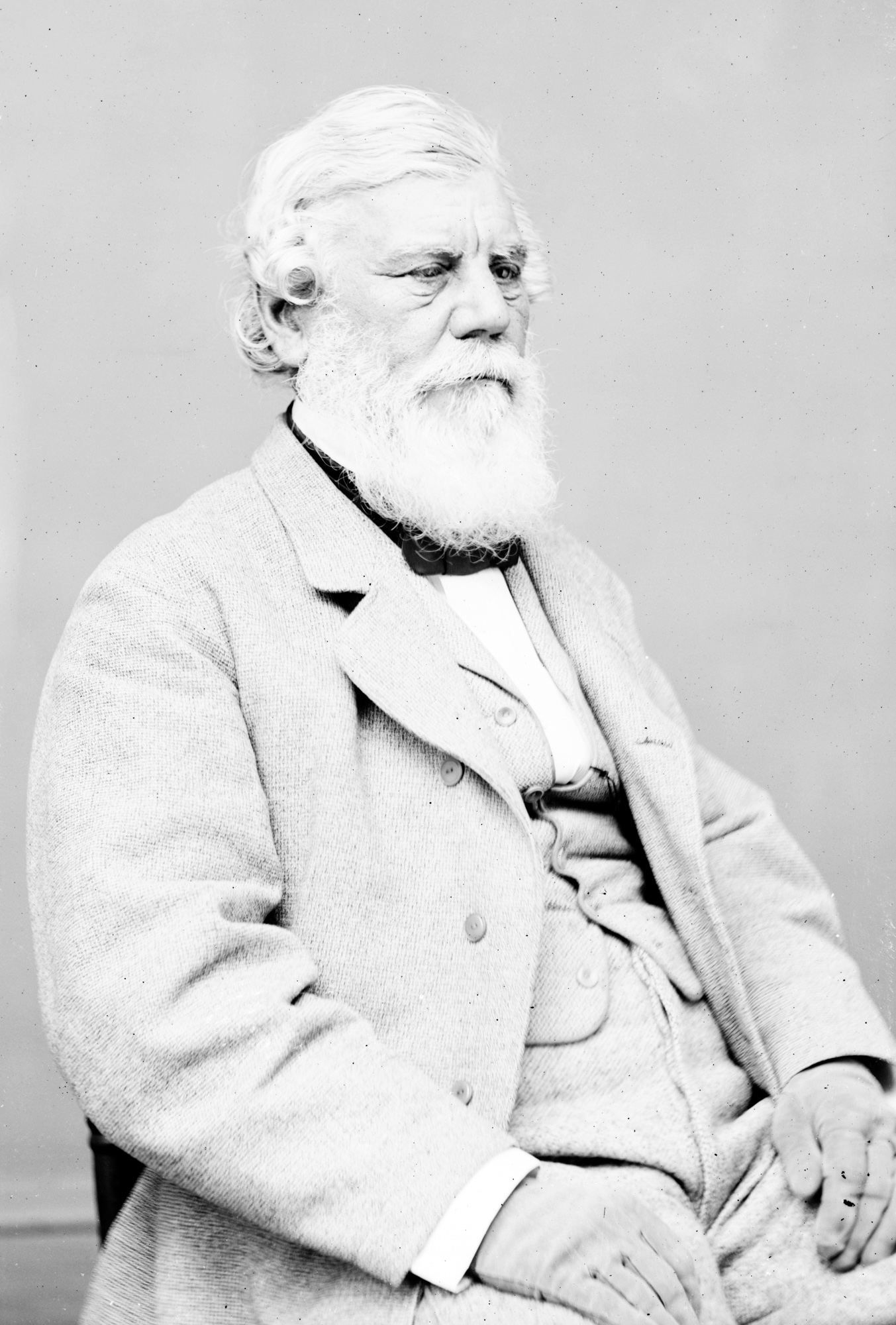
William Aiken

William Aiken Jr. (*  28. Januar 1806 in Charleston, South Carolina; † 16. September 1887 in Flat Rock, North Carolina) war ein US-amerikanischer Politiker (Demokratische Partei) und von 1844 bis 1846 Gouverneur des Bundesstaates South Carolina.

## Frühe Jahre
William Aiken wurde 1806 als einziger Sohn von Henrietta Wyatt und William Aiken Senior, einem irischen Einwanderer geboren. Er besuchte in Charleston mehrere Privatschulen und schloss 1825 das Studium am South Carolina College, der heutigen University of South Carolina, ab. Er unternahm eine Europareise und heiratete 1831  Harriet Lowndes in 1831. Im selben Jahr starb sein Vater, einer der reichsten Männer in Charleston und Generaldirektor der South Carolina Canal and Railroad Company.

## Plantagen
1833 kaufte Aiken mit seinem ererbten Vermögen große Teile der Insel Jehossee im Mündungsgebiet des Edisto in der Nähe von Charleston (damaliger Collection District) und ließ dort eine Reisplantage anlegen. Außer 600 ha Land im Gezeitenbereich gehörten zu der Plantage noch 200 ha höher gelegenes Land, auf dem Getreide und andere Nahrungsmittel angebaut werden konnten. Aiken hatte mit 700 Leibeigenen den größten Sklavenbesitz in South Carolina. Auf weiteren Plantagen im Charleston District hatte Aiken, der Volkszählung von 1850 zufolge, weitere 178 Sklaven, ferner lebten 25 Versklavte in seinem Haus in Charleston. In den 1850er Jahren kaufte er den Rest von Jehossee Island und ließ sein Herrenhaus zu einer palastähnlichen Anlage mit Säulenportikus, einer Eichenallee und formalem Garten mit Statuen und Magnolien umbauen. Das Haus brannte in den 1890er Jahren ab. In Flat Rock, North Carolina hatte Aiken eine Sommerresidenz, da Jehossee Malariagebiet war.
Seine politische Laufbahn begann im Jahr 1838 mit seiner Wahl in das Repräsentantenhaus von South Carolina. Dieses Mandat hielt er bis 1842. Die folgenden zwei Jahre bis 1844 verbrachte er im Staatssenat.

## Gouverneur von South Carolina
Im Jahr 1844 wurde Aiken zum neuen Gouverneur von South Carolina gewählt. Schwerpunkte seiner zweijährigen Amtszeit waren der wirtschaftliche Aufschwung und die Verbesserung der Infrastruktur seines Landes. Dazu gehörte vor allem der Auf- und Ausbau eines Eisenbahnnetzes. Damals entstanden auch überall in South Carolina große Manufakturbetriebe. In dieser Zeit begann der Mexikanisch-Amerikanische Krieg, zu dem auch Soldaten aus South Carolina herangezogen wurden.
Aufgrund einer Verfassungsklausel konnte Aiken 1846 nicht direkt wiedergewählt werden.

## Weiterer Lebensweg
William Aiken blieb auch nach seiner Gouverneurszeit politisch aktiv. Zwischen 1851 und 1857 vertrat er seinen Staat im US-Repräsentantenhaus. Im Jahr 1860 war er ein Gegner der Sezession, musste sich aber der Mehrheit fügen. Trotzdem geriet er bei Kriegsende in einen Konflikt mit der Bundesregierung, weil er es ablehnte, bei der Flaggenhissung in Fort Sumter anlässlich der Rückeroberung des Forts durch die Unionstruppen zu erscheinen. Er wurde verhaftet und nach Washington, D.C. gebracht. Dort wurde er von Präsident Andrew Johnson, den er aus seiner Senatszeit kannte, wieder freigelassen. Er wurde 1867 noch einmal in den Kongress gewählt, konnte sein Amt aber nicht antreten, weil ihm die Republikaner seinen Sitz verweigerten. Er kehrte nach South Carolina zurück. Dort widmete er sich weiter seiner Plantage. Die meisten der ehemaligen Sklaven waren auf der Plantage geblieben, und er ließ weiter Reis anbauen. 1869 lieferten seine Plantagen mehr als 500 t Reis, und landwirtschaftliche Produkte im Wert von 35.000 $. Aiken starb im Jahr 1887 auf seiner Sommerresidenz in Flat Rock, North Carolina, wurde aber in Charleston beerdigt.
Sein Cousin D. Wyatt Aiken und dessen Sohn Wyatt waren ebenfalls Kongressabgeordnete für South Carolina.